# توماس رايد
توماس رايد (بالسويدية: Thomas Ryde)‏ مواليد أغسطس 1960، هو لاعب كرة يد سويدي معتزل أصبح مدرباً. آخر من دربه كان منتخب رومانيا لكرة اليد للسيدات.

## الإنجازات كمدرب
- الدوري الدنماركي لكرة اليد للسيدات:
  - الفوز: 2006, 2008
- كأس الدنمارك:
  - الفوز: 2007, 2008
- دوري أبطال أوروبا لكرة اليد للسيدات:
  - الفوز: 2006
- بطولة العالم لكرة اليد للسيدات:
  - الثالث: 2015

## سجل المنافسة
شارك في البطولات التالية:
- الألعاب الأولمبية الصيفية 2016
- بطولة العالم لكرة اليد للسيدات 2015